# Тяньхе-1А
Тяньхе-1А (кит.: 天河-1A, Tiānhé-1A) — суперкомп'ютер, спроектований Національним університетом оборонних технологій Китайської Народної Республіки. Швидкість обчислення, що виробляється суперкомп'ютером, становить 2,57 петафлопс, що за даним показником ставить його на перше місце серед ЕВМ подібного класу (на жовтень 2010 року), залишивши позаду суперкомпьютер Cray XT5 (1,76 петафлопс), розташований в Національної лабораторії Оук-Риджа в США.

## Характеристика
У жовтні 2010 року Тяньхе-1А, модернізований суперкомп'ютер, був представлений в HPC 2010, Китай. Він оснащений 14336 Xeon X5670 процесорами та 7168 Nvidia Tesla M2050 генеральними цілями. 2,048 FeiTeng 1000 SPARC-процесори також встановлені в системі, але їх обчислювальна потужність не була зарахована до офіційної статистики LINPACK машини станом на жовтень 2010 року. Тяньхе-1А має теоретичну пікову продуктивність 4,701 петафлопс. NVIDIA пропонує, що він би взяв "50 000 процесорів і в два рази більше площ для забезпечення однакової продуктивності, використовуючи тільки процесори". Нинішня гетерогенна система споживає 4.04 мегаватт у порівнянні з більш ніж 12 мегават, якщо вона була побудована тільки з процесорами.
Система Tianhe-1A складається з 112 комп'ютерних шаф, 12 кабінетів, 6 кабінетів зв'язку та 8 кабінетів введення / виводу. Кожен комп'ютерний кабінет складається з чотирьох кадрів, з кожним кадром, що містить вісім лопатей, а також 16-портову плату перемикання. Кожен лезо складається з двох комп'ютерних вузлів, з кожним вузлом комп'ютера, що містить два шестиядерних процесори Xeon X5670 і один процесор Nvidia M2050. Система має 3584 загальних лопаток, що містять 7168 графічних процесорів, і 14336 процесорів, керованих планувальником роботи SLURM. Загальний обсяг дискового сховища в системах - 2 Петабайти, реалізований як кластеризована файлова система, а загальний об'єм пам'яті системи - 262 терабайтів.
Ще однією важливою причиною підвищення продуктивності оновленої системи Tianhe-1A є китайський розроблений спеціально розроблений NUDT власний високошвидкісний інтерконнект з ім'ям Arch, який працює в 160 Гбіт / с, що вдвічі перевищує пропускну здатність InfiniBand.
Система також використовувала китайський центральний процесор FeiTeng-1000. Процесор FeiTeng-1000 використовується як на сервісних вузлах, так і для посилення системного з'єднання.
Суперкомп'ютер встановлений в Національному суперкомп'ютерному центрі м. Тяньцзінь і використовується для проведення розрахунків для розвідки нафти та проектування літаків. Це комп'ютер із "відкритим доступом", тобто він надає послуги для інших країн. Суперкомп'ютер буде доступний для міжнародних клієнтів.
Комп'ютер коштував 88 мільйонів доларів. Приблизно 20 мільйонів доларів щорічно витрачаються на електроенергію та операційні витрати. У його роботі працює приблизно 200 працівників.
Tianhe-IA був найшвидшим у світі суперкомп'ютером у списку TOP500 до липня 2011 року, коли комп'ютер К оввернув його.
У червні 2011 року вчені Інституту технології (IPE) при китайській академії наук (CAS) оголосили рекордне наукове моделювання надкомп'ютера Тяньхе-1А, яке сприяє їх дослідженню у галузі сонячної енергії. Вчені CAS-IPE провели комплексне моделювання молекулярної динаміки на всіх 7168 NVIDIA Tesla-графічних графіках для досягнення продуктивності 1,87 петафлопу (приблизно така ж продуктивність, як і 130 000 ноутбуків).
Суперкомп'ютер "Тяньхе-1А" був закритий після того, як Національний суперкомп'ютерний центр Тяньцзіні був пошкоджений поблизу вибуху. Комп'ютер не був пошкоджений і все ще залишається в робочому стані.
Виробник: NUDT;
Ядра: 186,368;
Пам'ять: 229,376 GB;
Процесор: Xeon X5670 6C 2.93GHz;
Потужність: 4,040.00 kW;
Операційна система: Linux;
Компілятор: ICC;
MPI: MPICH2 with a custom GLEX channel.

## Події
12 серпня 2015 року в результаті вибуху в порту міста Тяньцзінь, вибуховою хвилею було пошкоджено будівлю Національного суперкомпьютерного центру. Суперкомпьютер не постраждав, але був відключений на 5 днів. 17 серпня 2015 року він відновив роботу.

## Корисні посилання
- National University of Defense Technology Official website [Архівовано 3 серпня 2010 у Wayback Machine.] (in English)
- "Defense university builds China's fastest supercomputer" [Архівовано 6 грудня 2017 у Wayback Machine.]. Sina English News. 29 October 2009.
- "China's Defense University builds World Third fastest supercomputer" [Архівовано 10 травня 2010 у Wayback Machine.]. china-defense-mashup.com. 29 October 2009

| Інформаційні технології | Це незавершена стаття про інформаційні технології. Ви можете допомогти проєкту, виправивши або дописавши її. |